# Der Samurai
Der Samurai ist ein deutscher Horrorfilm aus dem Jahr 2014.

## Handlung
Der junge Polizist Jakob Wolski lebt und arbeitet in einem kleinen Dorf in Brandenburg, nahe der polnischen Grenze. Ein Wolf soll in der Gegend sein Unwesen treiben. Bald findet Jakob heraus, dass es sich um eine Person handelt, die mit einem Katana bewaffnet für Verwüstung sorgt. 

## Rezeption
Christian Horn zieht auf Filmstarts.de folgendes Fazit: „Eigenwilliger und konsequenter Debütfilm, der mit einer dichten Atmosphäre besticht und wagemutig auf Erklärungen verzichtet – ein unbedingt sehenswertes Schelmenstück.“
Die Redaktion der Filmzeitschrift Cinema kritisiert, dass Kleinerts Debüt als Genreübung überzeuge, inhaltlich aber blass bleibe.
Oliver Kaever kommentiert bei Zeit Online, dass der Regisseur altbekannte Motive kombiniere, aber wie Kleinert sie in Der Samurai „in eine ganz spezifische Lebenswirklichkeit einbettet und verfremdet“, das mache seinen Film „so aufregend“. Thematisch könne man auch „eine entfernte Verwandtschaft mit dem deutschen Expressionismus entdecken“.
Das Lexikon des internationalen Films vergibt drei von fünf Sternen und resümiert: „Der […] Horrorfilm erzählt allegorisch, ohne darüber die effektvolle Zeichnung einer Atmosphäre des Rätselhaften und Unheimlichen zu vernachlässigen.“

## Veröffentlichung
Der Samurai feierte seine Weltpremiere auf der Berlinale 2014 in der Sektion Perspektive Deutsches Kino. Am 31. März 2015 wurde er auf DVD und am 9. Juni 2015 auf Blu-ray veröffentlicht. Die Fernsehpremiere war am 20. Februar 2021 auf 3sat.